# Treize Impressions poétiques
Les Treize Impressions poétiques opus 85 sont un recueil de pièces pour piano d'Antonín Dvořák. Composés en 1889 à Prague et à Vyocka, ces petits poèmes et scènes de genre en musique sont publiés par Simrock.

## Structure
1. Chemin nocturne (en si mineur)
2. Badinage (en sol majeur)
3. Au vieux château (en mi bémol majeur): poème slave  et épique.
4. Chant de printemps (en la majeur): Cantilène accompagnée d'arpèges ininterrompus.
5. Ballade paysanne (en si bémol majeur): Mélodies populaires typiques.
6. Souvenir (en sol dièse mineur): Danse et mélancolie
7. Furiant (en la bémol majeur): Danse tchèque popularisée par le scherzo de sa sixième symphonie.
8. Danse des lutins (en la bémol majeur): Féérie pleine d'énergie
9. Sérénade (en ut majeur): Thème folklorique urbain
10. Bacchanale (en ut mineur): Scène tumultueuse entrecoupée d'un choral avec carillons
11. Causerie (en fa majeur)
12. Sur une tombe
13. Sur la montagne sacrée (en ré bémol majeur): Portique conclusif sur fond de choral monumental.

## Source
- François-René Tranchefort, guide de la musique de piano et clavecin, éd. Fayard 1987 p. 340  (ISBN 2-213-01639-9)